# Генуезька фортеця (Гурзуф)
Гурзуфська фортеця, або фортеця Горзувіти — візантійська та генуезька давня фортеця, розташована в південній частині Криму, в межах міста Гурзуф, на прибережній скелі  Дженевез-Кая (крим. Cenevez Qaya — «Генуезька скеля»).
Фортеця Горзувіти призначалася для підпорядкування місцевого населення Гурзуфської долини й контролю за мореплавством уздовж узбережжя.

## Розташування
Фортеця була побудована на сімдесятиметровій скелі біля входу в Гурзуфську бухту (Південний берег Криму), західніше від Шаляпінських скель. Назва скелі від античних часів невідома, а сучасну назву («Генуезька скеля») дали місцеві жителі на згадку про побудовану на ній фортецю.

## Історія фортеці
Після переселення кочових народів, яке торкнулось і Кримського півострова, через регулярні набіги кочівників степи Криму були малозаселені. У горах і при підніжжях гір селилися скіфи, готи, алани, сармати й нащадки таврів. У Візантії це аборигенне населення Криму називали готами. Ймовірно, саме ці готи й заселяли Гурзуфську долину, поки не прийшли візантійці.
Коли до складу Візантійської імперії увійшло Боспорське царство, візантійцям знадобився надійний зв'язок між ним та Херсонесом, який на той час був головною військово-морською базою Візантії в Тавриці. Єдиним шляхом сполучення могло бути море уздовж південного узбережжя півострова, оскільки в кримських степах завжди існувала загроза нападу кочівних племена гунів.

### Заснування фортеці візантійським імператором Юстиніаном І
Першу згадку про Горзувіти містить написаний у 553—555 роках трактат відомого візантійського історика Прокопія Кесарійського «Про споруди»:
|  | ...Імператор спорудив там два укріплення: Алустон і Горзувіти. Тут же на цьому узбережжі є країна або область на ім'я Дорі, де з давніх часів живуть готи, котрі не пішли за Теодорихом, що прямував до Італії. Вони добровільно залишилися тут і в мій час були в союзі з візантійцями. Сама область Дорі лежить на височині, але вона не кам'яниста й не суха, навпаки, земля дуже хороша й приносить найкращі плоди. |

Дані археології підтверджують, що Гурзуфськая фортеця була збудована в VI сторіччі візантійцями. Вона була покликана контролювати морську акваторію й слугувала корабельною стоянкою для навігації морським шляхом вздовж скелястого Південного берега Криму. Водночас фортеця забезпечувала сухопутну охорону цієї місцини, неподалік якої лежить найвищий гірський перевал півострова. Так вирішувалося стратегічне завдання безпечного пересування головними торговими шляхами зі сходу на захід Криму.
В історії фортеці можна виділити три періоди: від Юстиніана до нападу хазар (VI—VIII ст.), генуезький (XIV—XV ст.) і проміжний (між хазарами й генуезцями: X—XIV ст.).

### Візантійський період
Фортеця була збудована на чотирьох майданчиках різної площі, розташованих на роздвоєній Генуезької скелі й в широкій розщелині між її частинами. Верхній майданчик невеликий (30 м в довжину й 12 завширшки), але він сильно підноситься над усією фортецею. Цей майданчик вирівняли й зміцнили з боку моря кам'яними стінами з парапетом. До стіни прилягала якось споруда, найімовірніше — велика цистерна для води. До стрімкого виступу скелі, що захищає Верхній майданчик з півночі, була прибудована каплиця. Невеликий стрімчак над північно-західним краєм майданчика був обладнаний кам'яним парапетом і слугував свого роду дозорної вежею, до якої вели висічені в скелях сходи.
Весь Північний майданчик займав бойовий каземат з товстими (до 4 м) бойовими стінами. Там був основний вузол оборонного комплексу. З внутрішньої сторони цитаделі стіни каземату зробили втричі тоншими зовнішніх. Для стіни будівельники використали камінь-пісковик (тесаний), який скріплювали розчином із вапна та великих фракцій морського піску (очевидно, що привезених зі сходу Криму). З північно-східної сторони Північний майданчик прикривала висока, як стовп, скеля, на якій збереглися сліди сходів. Вершина скелі являла собою теж свого роду майданчик з поручнями та зубцями.
У кутку біля підніжжя вежі-скелі була ще одна дозорна башточка з парапетом, що межувала із зовнішнім оборонним кільцем фортеці.
У широкій розщелині між двома відрогами розташовувалися Середній і Нижній майданчики, підперті потужними підпорними стінами. Нижній майданчик, відкритий з північного заходу в бік невеликої оточеної скелями бухти, відокремлювався від Середнього стіною з воротами.
Від основи цитаделі йшов оборонний пояс фортеці з воротами на півночі. Навпроти воріт, вище, стояв донжон — головна башта фортеці, з приміщеннями для житла, арсеналом, запасами води й продовольства на випадок облоги. Поруч з донжоном було двоповерхове приміщення вартових; крім того там ще була резиденція намісника (управителя) гурзуфської провінції.
Гарнізон фортеці мав змогу проглядати Гурзуфську долину, контролювати перевал «Гурзуфське сідло», вести спостереження за головним пасмом Кримських гір та акваторією моря, зокрема Гурзуфською бухтою. До фортеці Гурзувіти було важко проникнути, адже вона оточена з трьох боків стрімкими скелями, які омивалися морем, і тільки північна сторона з'єднана з сушею (підніжжям пагорба Балготур).

### Хазарське панування
У VI—VIII ст. після приходу на Кримський півострів хазар почалися криваві сутички між хазарами й візантійцями. Врешті-решт хазари знищили й спалили фортецю, від якої залишились самі руїни. Після цього довгий час, приблизно до середини X ст., фортеця майже пустувала.

### Проміжний етап існування фортеці
У Х столітті, коли хазари пішли з півострова, місцеві жителі взялися її відбудовувати. Невдовзі фортеця була відновлена як резиденція топарха — місцевого феодала, який панував над гурзуфською долиною.
Між X і XIII ст. оборонні споруди відновленої фортеці будувалися не так якісно й технічно, як візантійські стіни. Були закладені проломи й дірки в уцілілих стінах. Прямо на будівельному смітті уздовж руїн старих стін була зведена нова зовнішня стіна з маленькими дозорними башточками. Вона неодноразово зазнавала дрібного ремонту. Стіни фортеці стали тоншими, але отримали дещо ламану конфігурацію, що дозволяло завдавати з них бокових ударів по ворогові, котрий йшов на штурм. У цей час фортеця обросла обмазаними глиною й побіленими вапном хатинами з буту на глиняному розчині, які ліпилися прямо до її стін. Десь у XII—XIV ст. біля північно-західного підніжжя фортеці постала велика базиліка з трьома апсидами.
У XIII столітті Гурзуф ввійшов до складу князівства Феодоро.

### Генуезький період
У другій половині XIV ст. Гурзуфська фортеця була захоплена генуезцями. Гурзуф став одним з чотирьох консульств «Генуезької Газарії» (колонії Генуї на Південному березі Криму). Від цього часу починається наступний, третій етап історії фортеці Гурзувіти.
Стара стіна зовнішнього оборонного кільця фортеці була розібрана. Також зазнали планомірного знесення всі будинки на Нижньому майданчику. Бічні стіни були клиноподібно скошені, а задні залишені до середини їх висоти. Камінь і будівельне сміття використовувалися для заповнення пустот між залишками стін і вирівнювання схилу нижче стіни й воріт цитаделі. На Північному майданчику генуезці підвели кам'яні мури бастіону до самого краю природного навалу кам'яних брил, зробивши цитадель ще більш неприступною. При цьому вони дещо збільшили розміри майданчика: залишки стін двох попередніх періодів опинилися всередині. Інші стіни бастіону, звернені всередину цитаделі, залишалися, як і раніше, удвічі тоншими. Двоповерхове приміщення внизу мало щось на кшталт кордегардії з кам'яною лежанкою, лавою уздовж стіни, каміном для приготування їжі та опалення цієї невеликої казарми, призначеної для відпочинку варти. Біля воріт на середньому майданчику знову був надбудований донжон, який використовувався як житло, а північний укіс воріт повернули трохи інакше й перебудували з деяким відступом всередину цитаделі, завдяки чому вийшов фланкуючий ворота виступ південної частини бастіону.
Оскільки разом з генуезцями на узбережжі з'явилася вогнепальна зброя, були значно потовщенні стіни фортеці. У бастіоні зробили великі амбразури для гармат.
Нововведення генуезців значно посилили боєздатність фортеці.

### Остаточне зруйнування фортеці

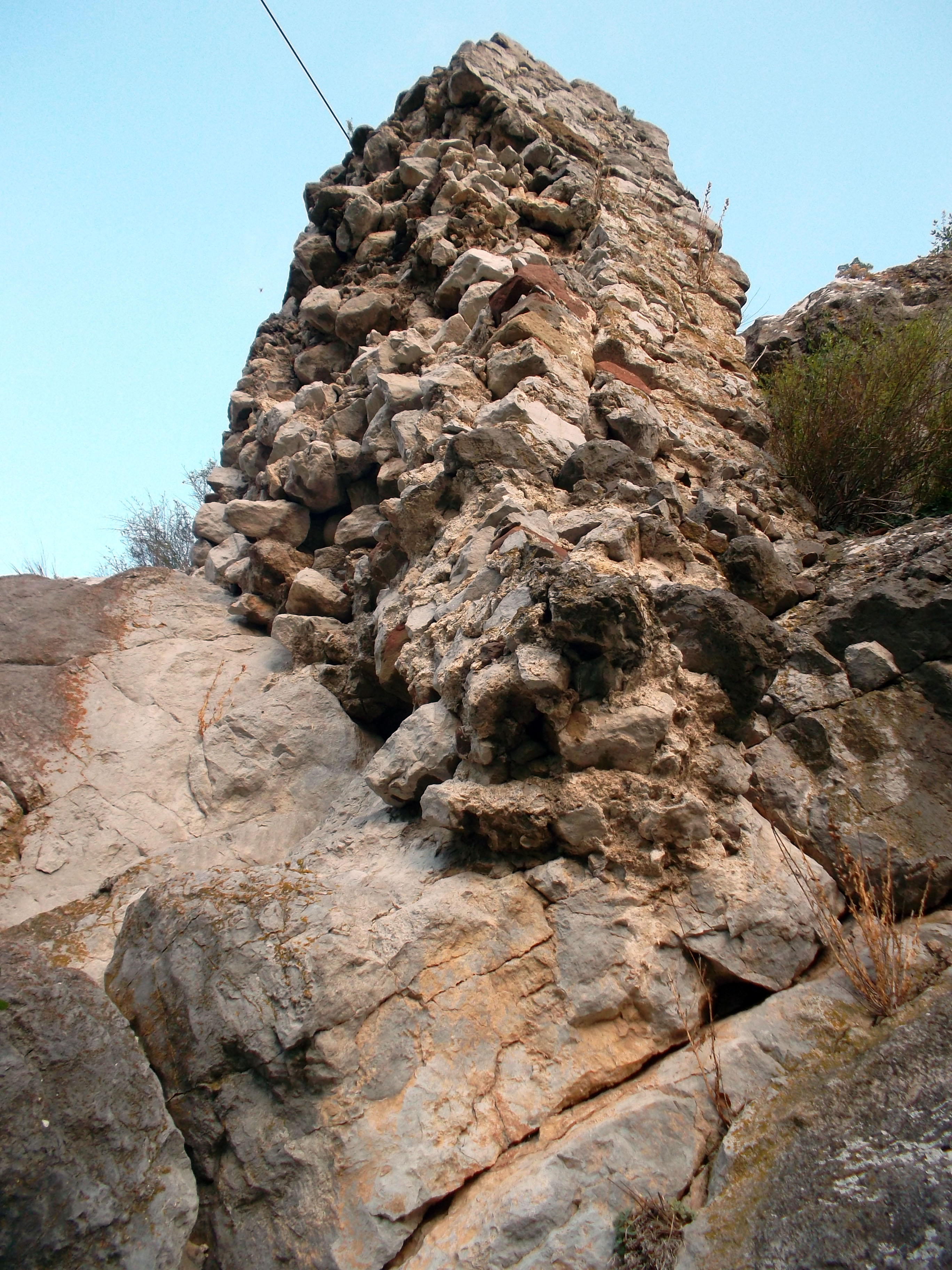
Рештки стіни фортеці

У 1475 році турки повністю зруйнували Гурзуф, але прижитись вони не змогли (дослідники при розкопках не знайшли типових турецьких матеріалів і предметів побуту, які знаходили у інших пунктах турецької окупації — Феодосії, Євпаторії). Гурзуфська фортеця припинила своє існування, від неї залишились лиш старі рештки стін, які з часом все більше обвалювались. У 1872 році Є. Л. Марков так описував руїни фортеці:
|  | На самісінькому шпилі кручі ще височіє напівзруйнований замок, і від нього збігають по неприступному бескиду уламки стін, башточок і сходів. Це давня Горзувіта, колись колонія греків, потім генуезців, яка захищала доступ до заток Гурзуфа й Артека, багатих рибою й чудовими пристанями для суден. Вам треба вдосталь полазити по скелястих провулочках села для вивчення татарських типів, татарського життя, і видертися на Горзувітську цитадель. Ваш трудовий піт буде винагороджений тим воістину чарівним краєвидом, який відкриється вам з вершини піку водночас і на лісову яйлу, і на парк, і на село Гурзуф, і на синє море, всипане білими метеликами вітрил. |

## Археологічні знахідки й дослідження

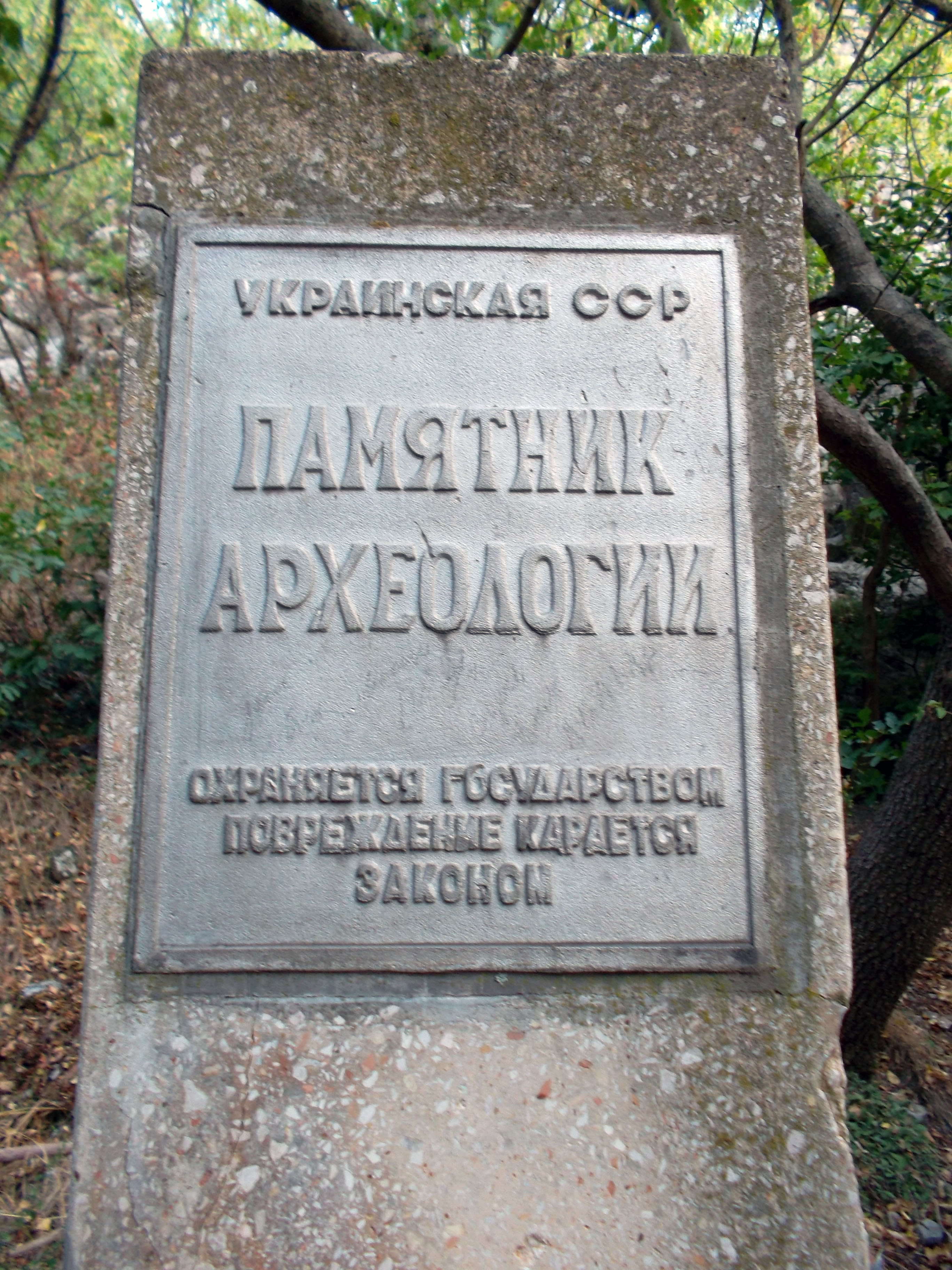

Поруч скелі Дженевез-Кая й на ній самій різні племена залишили свій слід у різні епохи. Ці землі обжиті людьми вже більше 30 тисяч років тому, з палеоліту. У ході археологічних розкопок на Генуезькій скелі були виявлені залишки примітивної кераміки періоду раннього енеоліту (середини III тисячоліття до н. е.), а також цілі поклади черепашок мідій і устриць. Під скельним навісом невеликого грота, який використовувався й в часи середньовіччя, були знайдені сліди сильно зруйнованого житла таврів: вогнище, залишки нехитрих мурів, ліпного посуду VII—VI ст. до н. е. [Архівовано 22 грудня 2015 у Wayback Machine.].
У XVIII ст. руїни вивчив і описав академік П. Паллас:
|  | Зараз описана скеля має на своїй північній вершині захисну стіну, цілком недоступну; близько 6 сажнів нижче, на уступі, куди веде зручний підйом по западині, що розділяє два скелі, розташована, мабуть, генуезька батарея, побудована з бутового каменю на вапні, товщиною стіни в півтора сажні; один з її фланків — з двома амбразурами для гармат, зверненими на бухту, інший — для п'яти гармат — спрямований у бік долини. Прохід між кручами був закритий стіною, біля підніжжя скелі, як здається, було також укріплено стіною й ронделлю. Під батареєю підвалини круглої вежі, звідки стіна фортеці спускалася до берега моря. Тут між підводним каменем і штучним молом була влаштована маленька дуже надійна гавань. Край скелі, звернений до моря, стрімкий і недоступний. |

У 50-ті роки XX ст. при будівництві перехідного містка через Ленінградську вулицю з нижнього майданчику фортеці до першого корпусу табору № 3 («Кипарисовий») в ямі під однією з бетонних опор містка виявили величезний, майже в зріст людини, керамічний глек-піфос, наповнений ячмінним зерном.
У 1957 році при перекопуванні квіткового газону біля Генуезької скелі були знайдені срібна монета часів Золотої Орди й керамічний флакончик для парфумів античного періоду.
У 1959 році на нижньому майданчику, що у часи середньовіччя став цвинтарем (Дженевез-Мезер), була випадково виявлена плиткова могила, в якій поряд з останками жінки лежали фрагменти полотняного одягу й цілий оберемок мережив, сплетених із золотих ниток. Цими мереживами були обшиті воріт, рукави й поділ одягу.
У тому ж році при ритті траншеї для прокладання водопровідних труб по вулиці Ленінградській був виявлений середньовічний водопровід, по якому фортеця забезпечувалася питною водою з гірських джерел. Гончарні труби більш ніж на половину заповнені щільним вапняним осадом, що свідчить про дуже тривале використання цього водогону.
У 1963 році група археологів на чолі з О. І. Домбровським заклала на території фортеці три розвідувальні шурфи. Були знайдені уламки різного посуду різних часів (від XV ст. до перших століть нашої ери), шматки великої покрівельної черепиці з округлими бортиками й рельєфним опуклим тавром, уламки рифлених амфор зі світлої глини з нерівними в перетині («крученими») ручками, уламки червонолакових тарілок. Також археологи натрапили на залишки вогнища й цілий піфос, приставлений до стіни.
У 1965—1967 роках скелю Дженевез-Кая комплексно обслідувала археологічна експедиція під керівництвом О. І. Домбровського. При зачистці й розкопці залишків стін XII—XIII ст., які виступали з-під руїн генуезького бастіону, у трьох місцях були виявлені «снаряди» для пращі — сотні невеликих круглих камінців, морської гальки, підібраної одна до одної й складеної купами в невеликих поглибленнях. Там же лежали і більші кам'яні ядра (близько 12 см в діаметрі) — для метальних машин: баліст або онагрів. Такі ж боєприпаси знайдені і в інших місцях: у шарі часу Юстиніана й Прокопія, а також у відкладеннях хазарського й післяхазарського періодів. Було знайдено 15 піфосів різної величини й форми. Також була виявлена могила, облицьована й перекрита кам'яними плитами. Її датують XI—XII ст. і позв'язують із залишками великої базиліки. Під будівельними залишками VI ст. виявлено пізньоантичние ґрунтове поховання дівчини-підлітка, зі срібним перснем, розчавленою червонолаковою мискою, в якій лежала шкаралупа курячих яєць, і монетою із зображенням Плаутіни — дружини римського імператора Каракалли (близько 212 р). Поруч з фортецею знаходили листоподібні вістря списів і дротиків, наконечники стріл. Під шаром пожежі 1475 року серед зруйнованих житлових будівель археологи знайшли розчавлений піфос, в якому збереглися обвуглені зерна пшениці.

## Сучасний стан

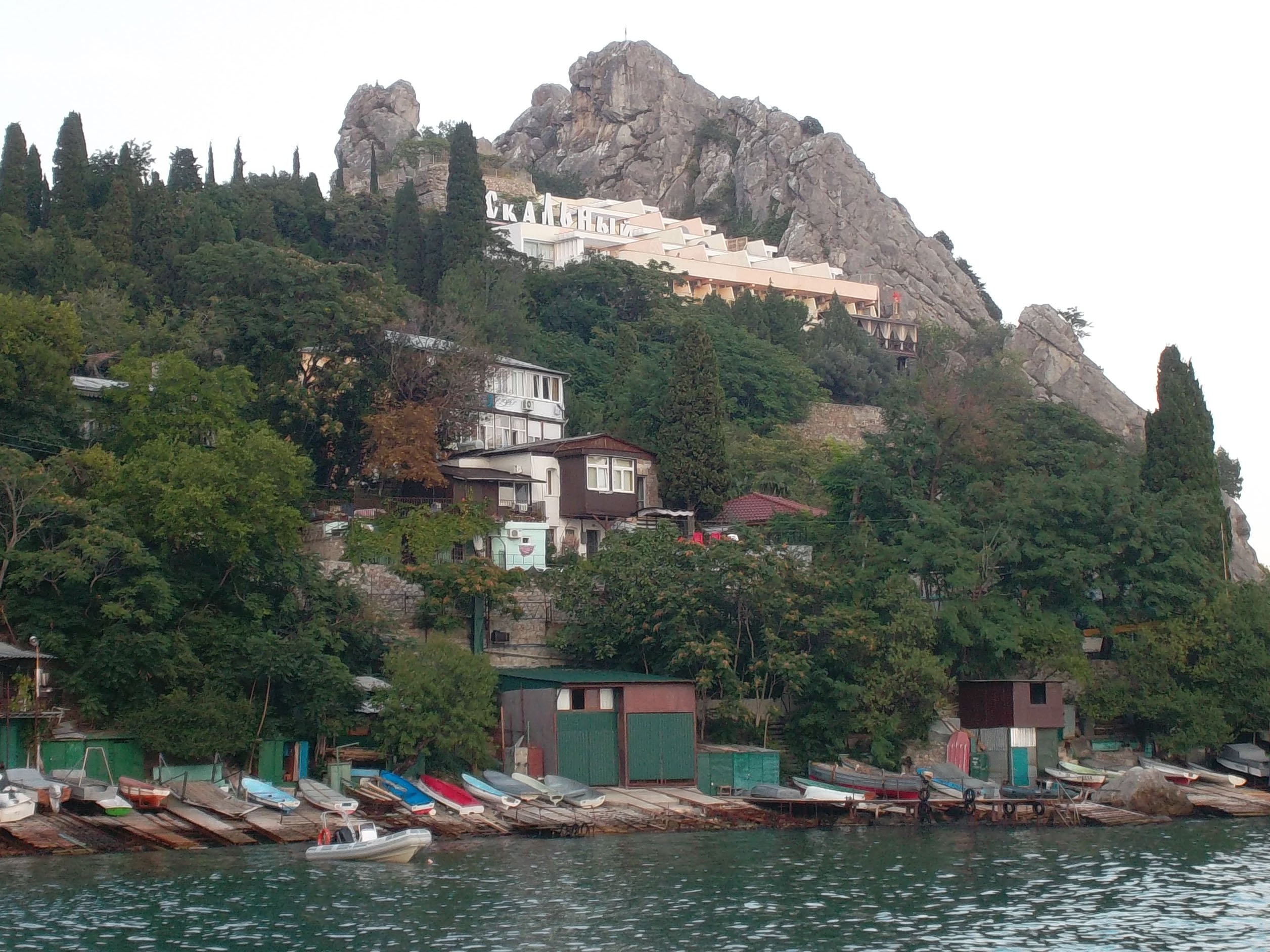
Готель «Скельний»; позаду назви готелю, з лівої сторони — залишки фортеці

Після зруйнування фортеці на її місці було чимало споруд. В ХХ ст. Гурзуф став відомою курортною зоною, на скелі й поруч неї будувались пансіонати, дачі, вілли, готелі для відпочинку. Подібно до того, як при зведенні фортеці візантійцями були знищені старіші культурні шари, цікаві для археологів, так залишки фортеці нищилися забудовниками курортних об'єктів за часів Російської імперії та Радянського Союзу. Наразі до сучасників дійшли лише рештки стіни, складеної з дикого каменю, та сходи, вирубані в скелі.
У 1961 році М. Н. Макаров у своєму нарисі-путівнику «Гурзуф» висловив очевидне побажання: «Враховуючи велику кількість туристів і екскурсантів, котрі відвідують Гурзуф, було б доцільно виключити Гурзуфську скелю з території Артеку й зробити цю історико-архітектурну пам'ятку загальнодоступною». Але наприкінці шістдесятих на скелі Дженевез-Кая (саме на місці фортеці) радянська влада збудувала корпус артеківського готелю «Скельний». Як зазначав О. І. Домбровський, «важко сказати, чому виник задум використати для будівництва скелю Дженевез-Кая — місце, яке настільки ж непридатне для сучасного житла, наскільки незручне з технічної точки зору. Ми думаємо, що в даному випадку гонитва за зовнішніми ефектами помітно пересилила здоровий глузд… Не зайве нагадати, що всесоюзний піонерський табір — гордість країни, приклад наслідування для дитячих таборів усього світу — цілком побудований на старожитностях, що лежать під ним»  [Архівовано 22 грудня 2015 у Wayback Machine.].